# Odessa
Odessa ou Odesa (em ucraniano Одеса; pronúncia AFI: /ɔˈd̪ɛsɐ/ antes Аде́с e em russo Одесса; pronúncia AFI: /ɐˈdʲesːə/) é uma cidade costeira ucraniana situada às margens do Mar Negro. Se localiza a noroeste da Península da Crimeia. É a quarta maior cidade do país, contando com pouco mais de um milhão de habitantes. É o centro administrativo do Oblast de Odessa.
A cidade tem dois grandes portos, um na cidade propriamente dita e outro nos subúrbios - o Yuzhny (terminal petrolífero importante em termos internacionais).
Nos tempos da União Soviética, Odessa era o porto comercial mais importante do país e igualmente base naval. Seu porto, porém, tem pouco valor militar, pois a Turquia (membro da NATO/OTAN) controla o tráfego entre o Mar Negro e o Mar Mediterrâneo.

## História

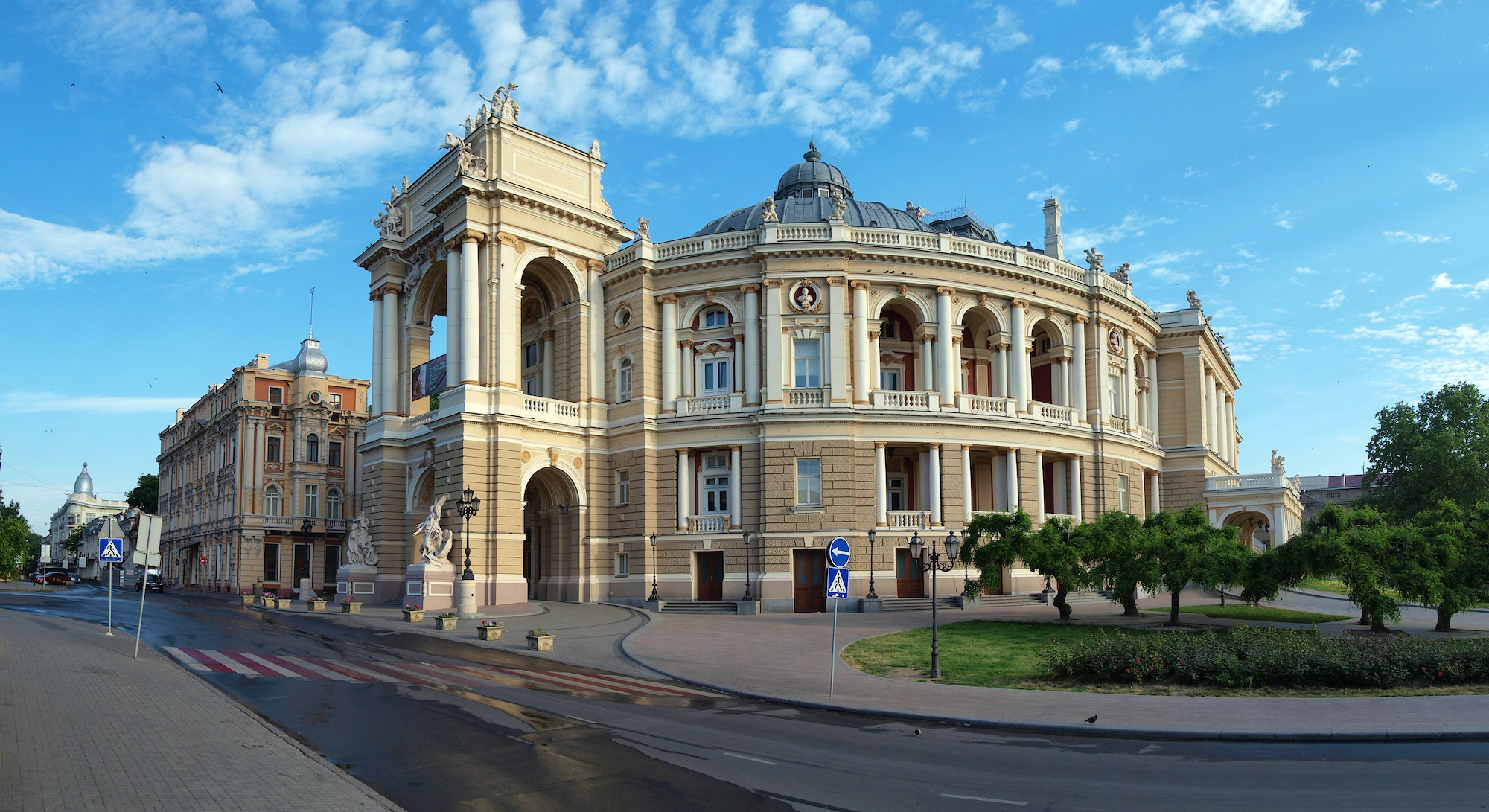
Teatro de ópera e balé

De 1803 a 1814 o Duque de Richelieu, francês, foi nomeado governador de Odessa, após ter ajudado o exército de Catarina II contra os turcos. É considerado um dos pais fundadores da cidade.
No período entre 1823 e 1824, o grande poeta russo Alexander Pushkin viveu exilado em Odessa, cidade que considerava "A mais europeia das cidades russas". Em suas cartas, escreveu que Odessa era uma cidade onde "se pode cheirar a Europa. Fala-se francês e há obras e revistas europeias para ler".
O estilo arquitetônico de Odessa, influenciado pelo francês e italiano, deu uma sensação de Mediterrâneo para a cidade que é muitas vezes chamada de Pérola do Mar Negro.
Não só no século XVIII, mas também ao longo do século seguinte, formou-se uma larga comunidade judaica em Odessa, proveniente da parte ocidental do país, tornando-a a mais judia das grandes cidades do Império Russo.
No período entre 1921 e 1922, como resultado da guerra, Odessa foi assolada por uma grande fome onde também foram assassinados 300 mil judeus. Na Segunda Guerra Mundial, a cidade foi ocupada por exércitos romenos e alemães e foi finalmente libertada em Abril de 1944.
A cidade tem visto violência desde os conflitos de 2014. Os 2 de Maio de 2014 confrontos em Odessa entre manifestantes das forças de defesa da Maidan e pró-russos matou 42 pessoas. Quatro foram mortos durante os protestos, e pelo menos 32 manifestantes pró-russos foram assassinados depois de um edifício de sindicalistas comunistas ser incendiado. O episódio ficou conhecido como o "Massacre de Odessa".
Durante a Invasão da Ucrânia pela Rússia em 2022, a cidade, como o único grande porto de água quente ucraniano, foi um dos principais alvos dos bombardeios russos no oeste ucraniano, que causaram enorme devastação e mataram centenas de pessoas.

## Vários
O clima em Odessa é seco e temperado. Em Janeiro a temperatura média é de -2 °C, e em Julho 23 °C.
Odessa continua a ser um destino de férias importante. Embora ucraniana seja a língua oficial, a língua mais usada é a russa. A cidade apresenta uma mistura de várias nacionalidades e grupos étnicos, entre eles  ucranianos (61,6%), russos (29,0%), búlgaros (1,3%), judeus (1,2%), moldávios (0,7%), gregos, caucasianos, alemães e coreanos, entre outros.

Na escadaria Richelieu de Odessa foi filmada a famosa cena do massacre na escadaria do filme O Encouraçado Potemkin (Bronenosets Potyomkin) realizado em 1925 por Serguei Eisenstein. Essa sequência cinematográfica se tornou um marco da história do Cinema mundial.
Odessa também tem uma tradição no Futebol, com os maiores times da cidade sendo o Chernomorets e o Real Pharma Odesa.

## Geminações
| - Alexandria (Egito) - Baltimore (Estados Unidos) - Brest (Bielorrússia) - Calcutá (Índia) - Constança (Romênia) - Chisinau (Moldávia) - Erevan (Armênia) - Jedda (Arábia Saudita) - Istambul (Turquia) - Gdansk (Polônia) | - Gênova (Itália) - Haifa (Israel) - Klaipeda (Lituânia) - Lárnaca (Chipre) - Liverpool (Reino Unido) - Łódź (Polônia) - Liubliana (Eslovênia) - Marselha (França) - Minsk (Bielorrússia) | - Nicósia (Chipre) - Oulu (Finlândia) - Pireu (Grécia) - Qingdao (R.P.China) - Ratisbona (Alemanha) - São Petersburgo (Rússia) - Split (Croácia) - Szeged (Hungria) | - Tallinn (Estónia) - Tiflis (Geórgia) - Trípoli (Líbia) - Valência (Espanha) - Valparaíso (Chile) - Vancouver (Canadá) - Varna (Bulgária) - Volgogrado (Rússia) - Yokohama (Japão) |

Fonte:Odessa.ua